# Америчка пита (филмски серијал)
Америчка пита (енгл. American Pie) је филмски серијал тинејџерских филмова. Први филм овог серијала је премијерно емитован 9. јула 1999, у продукцији Универзал Пикчерс и постао популаран у целом свету, након чега су снимана три директна и четири индиректна односно спин-оф наставака.

## Радња
У првом делу Џим је потпуно опседнут сексом. Његови родитељи су то открили када су га затекли како мастурбира, гледајући порно филм на скремблованом каналу. Осим Џима слична ситуација прати и његове пријатеље Криса Острајкера, Кевина Мајерса, Стивена Стифлера и Пола Финча који иду у средњу школу и сви осим Стифлера један другом дају завет да ће изгубити невиност пре матуре. Кевин је наизглед у предности, јер већ има девојку Вики, али пре него што се препусти свом првом сексуалном искуству, мора да проучи Свето писмо - руком писани приручник препун еротских мудрости, који се међу матурантима преноси с колена на колено. Оз је фини момак што је управо и део његовог проблема јер се заљубио у такође фину девојку Хедер, која није расположена да брзо ступи с њим у сексуалне односе као што он жели. Финч нема никога, а за Џима је то безнадежан случај. Након што се његов покушај да заведе Нађу претвори у пропаст, Џим на матурско вече одлази са Мишел, причљивом штреберком.
У другом делу су били раздвојени годину дана јер је свако од њих био на свом факултету. Када су завршили прву годину и вратили се кући Џим, Кевин, Криса, Финч и Стифлер су изнајмили кућу на језеру Мичиген, у нади да ће имати успеха код девојака. Међутим, планови им се компликују због Џима, као и због тога што им у посету долази стара пријатељица Мишел. Оз због путовања у иностранство мора да се раздвоји од Хедер, Финч поново има блиски сусрет са Стифлеровом мамом.
У трећем делу Џим и Мишел се венчавају, а њихови пријатељи и родбина су спремни да им помогну да прођу кроз црквени шпалир и преко прага до света коначно одраслих. Мишел жели савршено венчање. Нимало лак задатак, чак и када би се сви лепо понашали и међусобно слагали, што је, наравно, мало вероватно. Дошла је и њена сестра Каденс да би била деверуша. Одмах пошто су је Стифлер и Финч приметили, почела је борба за освајање њене наклоности. Како у тој борби нема правила, Стифлер се одлучује да употреби свој харизматични шарм. Пошто га је Џим упозорио да треба да пази на понашање, Стифлер одлучује да одбаци првобитни план. Тако Финчу преостаје само да преузме улогу лошег момка. Џим је потпуно окупиран шармирањем Мишелиних родитеља, Харолда и Мери. Каденс се налази у недоумици између Стифлера и Финча.
Џимов отац Ноа је као и увек добронамеран, али често и ван приче, на свој начин жели да посаветује сина и будућу снају; при том користи превише примера који се тичу њега и Џимове мајке.
У четвртом делу Стифлеров млађи брат Мет мора да лето проведе у музичком кампу где прави потпуни хаос са скривеним камерама и згодним саветницама. Међутим заљубљује се у Елис, колегиницу из бенда, и тада његови напори да упропасти ствари имаће ужасне резултате. Џимов отац долази као саветник који покушава да уразуми Мета.
У петом делу Ерик Стифлер и његови пријатељи одлазе и придружују се Голој миљи, трци у којој су учесници потпуно голи. Он мисли да не постоји боље место за решење његових проблема.
У шестом делу радња се одвија на Универзитету Мичиген који је познат по Бета Братству, које је дало ново значење забави. Ерика је оставила девојка из средње школе и сада покушава поново да се пронађе у братству. Ериков пријатељ Мајк Коз и његов цимер такође су приступили Бета братству како би уживали у забавама које се организују. У међувремену Двајт се труди да спаси братство од напада све јачег штреберског братства Гек. Ривалство постаје превише јако и као најбоље решење организују Грчку олимпијаду где се такмиче за њихове просторије.
У седмом делу троје ученика једне школе случајно открију Књигу љубави коју је писао некадашњи ученик школе. Полазе на незаборавно путовање како би изгубили невиност са девојкама из њихових снова али на њихову несрећу, књига је уништена.
У осмом делу се Џим, Мишел, Вики, Кевин, Оз, Хедер и Финч после тринаест година враћају се у Ист Грејт Фолс како би прославили тринаест година матуре. У једном продуженом викенду откривају ко се променио а ко није, као и да време и удаљеност не могу да прекину пријатељство.

## Филмови
| Филм                                    | Година | Режисер                          | Сценарио                         | Продуцент                                                                                  |
| --------------------------------------- | ------ | -------------------------------- | -------------------------------- | ------------------------------------------------------------------------------------------ |
| Америчка пита                           | 1999.  | Пол Вајц и Крис Вајц             | Адам Херз                        | Chris Moore, Craig Perry, Chris Weitz, и Warren Zide                                       |
| Америчка пита 2                         | 2001.  | J. B. Rogers                     | Адам Херз                        | Chris Bender, Adam Herz, Chris Moore, Craig Perry, Chris Weitz, и Paul Weitz и Warren Zide |
| Америчка пита 3: Венчање                | 2003.  | Jesse Dylan                      | Адам Херз                        | Chris Bender, Adam Herz, Chris Moore, Craig Perry, Chris Weitz, и Paul Weitz и Warren Zide |
| Америчка пита представља: Музички камп  | 2005.  | Steve Rash                       | Brad Riddell                     | Mike Elliott                                                                               |
| Америчка пита представља: Гола миља     | 2006.  | Joe Nussbaum                     | Eric Lindsay                     | W. K. Border                                                                               |
| Америчка пита представља: Бета братство | 2007.  | Andrew Waller                    | Eric Lindsay                     | W. K. Border                                                                               |
| Америчка пита представља: Књига љубави  | 2009.  | John Putch                       | David H. Steinberg               | Mike Elliot, Craig Perry, и Warren Zide                                                    |
| Америчка пита: Поново на окупу          | 2012.  | Jon Hurwitz и Hayden Schlossberg | Jon Hurwitz и Hayden Schlossberg | Chris Moore, Craig Perry, и Warren Zide                                                    |

| Филм                           | Датум премијере  | Зарада        | Зарада        | Зарада        | Буџет         | Референце |
| Филм                           | Датум премијере  | САД           | Регион        | Свет          | Буџет         | Референце |
| ------------------------------ | ---------------- | ------------- | ------------- | ------------- | ------------- | --------- |
| Америчка пита                  | 9. јул 1999.     | 102.561.004 $ | 132.922.000 $ | 235.483.004 $ | 10.000.000 $  | [ 1 ]     |
| Америчка пита 2                | 11. август 2001. | 145.103.595 $ | 142.450.000 $ | 287.553.595 $ | 30.000.000 $  | [ 2 ]     |
| Америчка пита 3: Венчање       | 1. август 2003.  | 104.565.114 $ | 126.884.089 $ | 231.449.203 $ | 55.000.000 $  | [ 3 ]     |
| Америчка пита: Поново на окупу | 5. април 2012.   | 57.011.521 $  | 177.978.063 $ | 234.989.584 $ | 50.000.000 $  | [ 4 ]     |
| Укупно                         | Укупно           | 409.241.234 $ | 580.234.152 $ | 989.475.386 $ | 145.000.000 $ |           |